# رباط كبودان
رباط كبودان هو رباط تاريخي يعود إلى عصر الدولة القاجارية، ويقع في مقاطعة بردسكن، قرية كبودان.